# Albert Hedderich
Albert Hedderich (11 de diciembre de 1957) es un deportista alemán que compitió para la RFA en remo.
Participó en los Juegos Olímpicos de Los Ángeles 1984, obteniendo una medalla de oro en la prueba de cuatro scull. Ganó cuatro medallas en el Campeonato Mundial de Remo entre los años 1978 y 1983.

## Palmarés internacional
| Juegos Olímpicos   | Juegos Olímpicos             | Juegos Olímpicos  | Juegos Olímpicos |
| Año                | Lugar                        | Medalla           | Prueba           |
| ------------------ | ---------------------------- | ----------------- | ---------------- |
| 1984               | Los Ángeles (Estados Unidos) | Medalla de oro    | Cuatro scull     |
| Campeonato Mundial |                              |                   |                  |
| Año                | Lugar                        | Medalla           | Prueba           |
| 1978               | Cambridge (Nueva Zelanda)    | Medalla de bronce | Cuatro scull     |
| 1979               | Bled (Yugoslavia)            | Medalla de plata  | Cuatro scull     |
| 1982               | Lucerna (Suiza)              | Medalla de plata  | Cuatro scull     |
| 1983               | Duisburgo (RFA)              | Medalla de oro    | Cuatro scull     |